# 富阳文庙

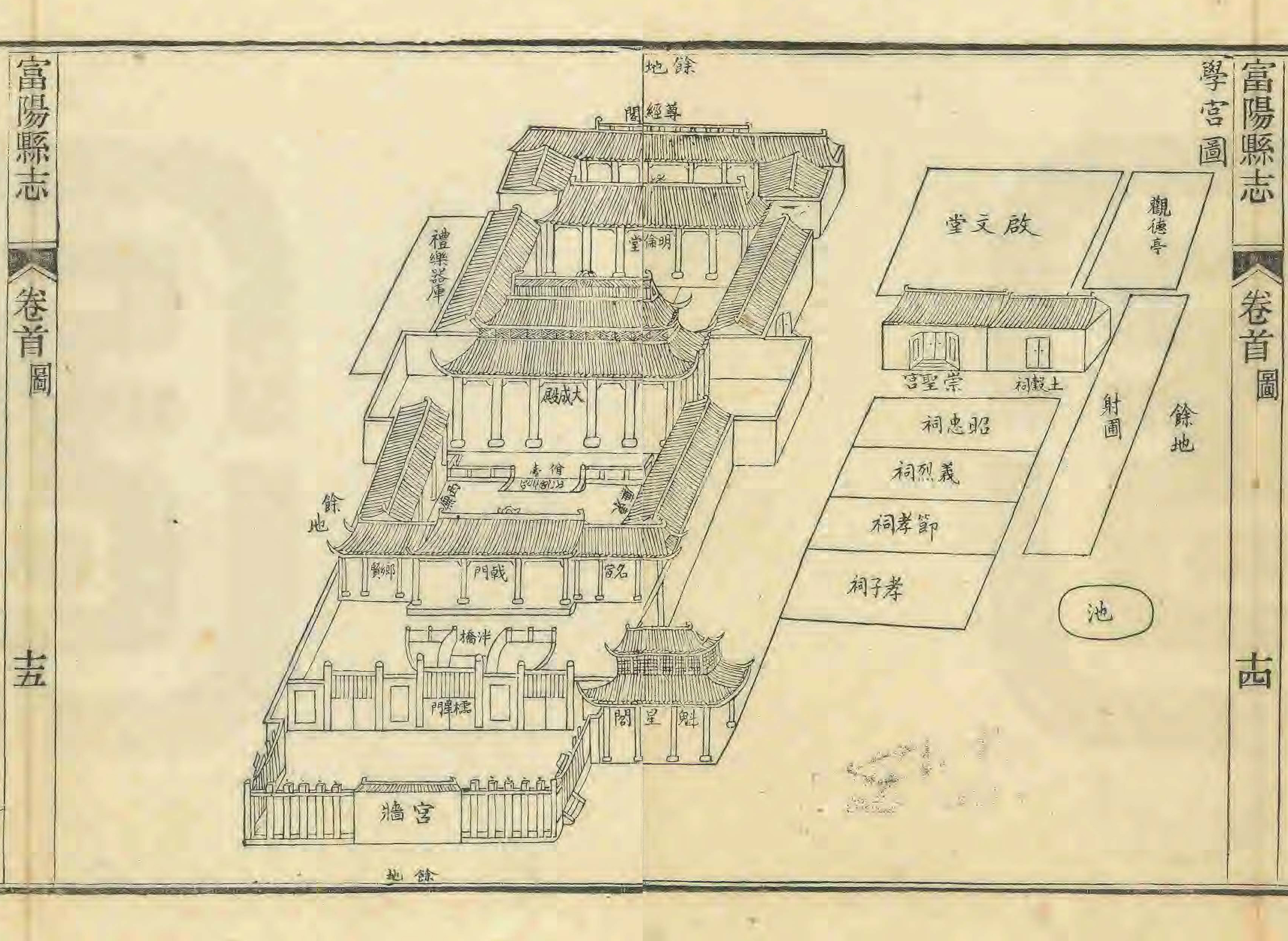
清光绪三十二年（1906）《富阳县志》学宫图。

富阳文庙为旧时中国浙江杭州府富阳县县学文庙，原位于城内东南隅、富阳县治东一百步，南对文明门，即今中国浙江省杭州市富阳区富春街道富阳区实验学校内，原建筑仅存泮池，为杭州市文物保护单位。
富阳文庙始建于唐武德七年（624），后世陆续重修。1950年富阳区实验学校的前身迎薰镇完全小学迁入至今。
据清光绪三十二年（1906）《富阳县志》记载及附图，清末富阳文庙布局为前庙后学，中轴线上依次为万仞宫墙、棂星门三间、泮池泮桥、戟门三间（东有名宦祠，西有乡贤祠，各三间）、大成殿五间（前有东西庑各六间）、明伦堂五间（前东为进德斋，西为修业斋，各三间，又有乐育门各三间）和尊经阁五间两层（前有东西厢房各三间），棂星门东侧为魁星阁，自阁下通往明伦堂，东有崇圣祠、土谷祠（祀韩愈）、射圃、观德亭、昭忠祠、义烈祠、节妇祠和孝子祠等，西有礼乐器库。
现存的泮池最早由富阳知县吴蒙开辟于明洪武三十年（1398），为石砌半圆形水池，水深约1米。池上泮桥长10.80米，宽2.70米，两侧设护栏，中间的栏板上雕有鳌鱼和骏马，望柱六对，中间的两对柱头为狮子，其余柱头或圆或方。2012年进行整体维修。